# École du personnel paramédical des armées
L'École du personnel paramédical des armées (EPPA) est une école militaire du service de santé des armées qui forme notamment des infirmiers diplômés d'État (IDE) et des aides-soignants de l'armée française.
L'EPPA était située à Toulon depuis 1990, date de sa création jusqu'en 2016 ou son transfert commence et s'achève en 2018 à Bron sur le site de l’École de santé des armées avec laquelle elle constitue les Écoles militaires de santé de Lyon Bron (EMSLB). La promotion « Joseph Puerta » (2016-2019) est la première promotion formée à Bron à sortir de l'école en 2019. Les étudiants militaires en soins infirmiers sont répartis depuis 2016 dans des IFSI de la métropole lyonnaise ; ils suivent en parallèle une formation militaire.

## Histoire
Cette section ne s'appuie pas, ou pas assez, sur des sources secondaires ou tertiaires indépendantes du sujet.

Pour l'améliorer, ajoutez-en, ou placez des modèles {{Source secondaire souhaitée}} ou {{Source secondaire nécessaire}} sur les passages mal sourcés. (avril 2022)
Le corps d’infirmiers permanents de l’armée de mer est créé en 1853 par décret impérial. Ils étaient alors formés dans les hôpitaux maritimes de Brest, Cherbourg, Rochefort et Toulon. L’école des infirmiers de la Marine nationale avait pour but de former les infirmiers qui à l’issue de leur formation rejoignaient les unités sur lesquelles ils étaient affectés.
Le 4e régiment d’infanterie de marine libérant la caserne Grignant (actuel Hôpital d'instruction des armées Sainte-Anne), l’école des infirmiers de la marine s’y installe.
Ainsi l’École du Personnel Paramédical des Armées est créée le 1er juillet 1990. Tous les centres d’enseignements paramédicaux y sont transférés. La remise du drapeau a lieu sur le site de la caserne Grignan par Monsieur Pierre Joxe alors ministre de la Défense, le 28 avril 1992. À compter de cette date, l’Etat-Major des Armées confie la gestion de cette école à la Direction centrale du Service de santé des armées (DCSSA), l’école est interarmées.
En 1993, pour se mettre en conformité avec les textes de santé publique et avec le nouveau programme du diplôme d’Etat d’infirmier, l’école élabore un programme de formation de 24 mois conduisant à l’obtention d’un diplôme d’Etat d’infirmer des Armées, homologué par la santé publique comme un titre d’infirmier autorisé polyvalent.
En Janvier 1998, la promotion devant intégrer le Centre de Préparation au Diplôme d’Etat d’Infirmier en septembre de la même année est incorporée dans les différentes écoles militaires de formation initiale (ENSOA, EDM, EFSOAA). Ce nouveau cursus est de 39 mois.
En 2009, le changement de référentiel ramène la durée de formation à 36 mois. Il permet la délivrance, conjointement au DEI, du grade de licence.
Le Centre de Formation des Aides-Soignants Militaires a été transféré de Bordeaux à l’EPPA en 2009.
La politique de la Direction centrale du Service de santé des armées, dans le cadre du projet SSA 2020, est de centraliser les écoles en créant un pôle de formation santé. Le 1er mars 2016 a ainsi été créée l’antenne de l’EPPA de Lyon-Bron, au sein du site de l’École de santé des armées (ESA). La centralisation de ses deux écoles crée donc les Écoles militaires de santé de Lyon-Bron (EMSLB). Une première promotion a été accueillie le 1er aout 2016. Les élèves suivent ainsi une formation professionnelle externalisée dans trois IFSI lyonnais (IFSI Rockefeller, IFSI Le Vinatier et IFSI Esquirol) et une formation militaire continue.

## Le drapeau
Le Drapeau est remis à l’Ecole le 28 avril 1992 des mains de Pierre Joxe, alors ministre de la défense.
Son drapeau est décoré de la Croix de la Valeur militaire avec une palme, le 14 janvier 2012 à Toulon, au titre des opérations Licorne (Côte d'Ivoire), Pamir (Afghanistan) et Harmattan (Libye).

## Promotions de l'École du personnel paramédical des armées (depuis 1998)

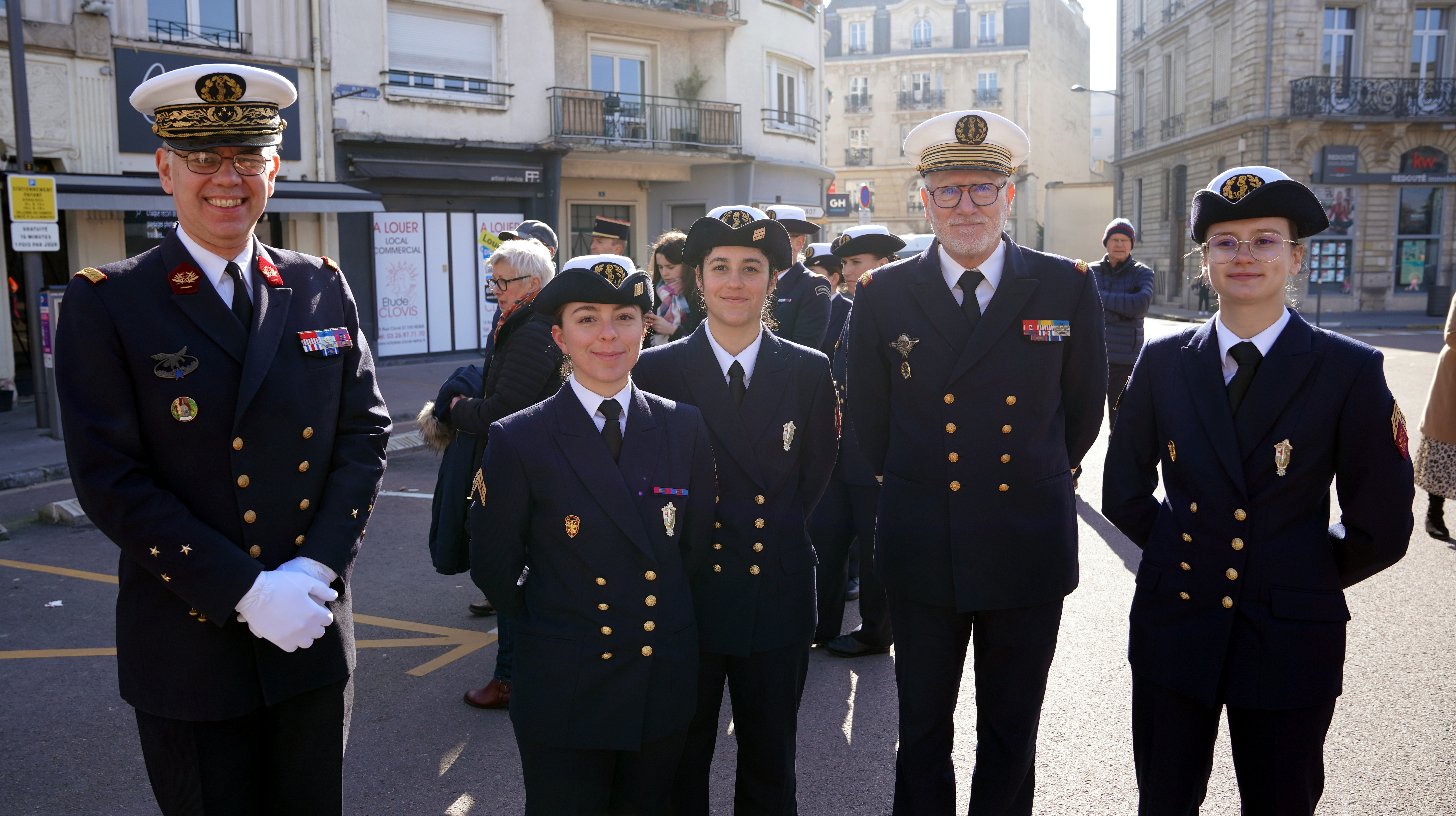
Élèves avec le général Guillaume Pelée de Saint-Maurice, directeur de l’École du Val-de-Grâce.

- 1998-2001 : Promotion Louis-Marie Lebreton
- 1999-2002 : Promotion Jean Segalen
- 2000-2003 : Promotion Yves Herry
- 2001-2004 : Promotion Jeanne Apffel
- 2002-2005 : Promotion Alphonse Martin
- 2003-2006 : Promotion Infirmiers de Ðiện Biên Phủ
- 2004-2007 : Promotion Jean Muller
- 2005-2008 : Promotion Giorgio Soldati
- 2006-2009 : Promotion Frédéric Paré
- 2007-2010 : Promotion Gérard Druelle
- 2008-2011 : Promotion Jean-Marie Andrez
- 2009-2012 : Promotion Elie Brault
- 2010-2013 : Promotion Mathieu Toinette
- 2011-2014 : Promotion Thibaut Miloche
- 2012-2015 : Promotion Emilienne Robinet
- 2013-2016 : Promotion Infirmiers de la Grande Guerre
- 2014-2017 : Promotion Ouassini Bouarfa
- 2015-2018 : Promotion Mauricette Lastecoueres
- 2016-2019 : Promotion Joseph Puerta
- 2017-2020 : Promotion Jacqueline Domergue
- 2018-2021 : Promotion Marie-Louise Gheerbrant
- 2019-2022 : Promotion Edmonde Charles-Roux
- 2020-2023 : Promotion Groupe Rochambeau
- 2021-2024 : Promotion Emilie Mottet
- 2022-2025 : Promotion Infirmières et Infirmiers d'Indochine